# Puebla de Valles
Puebla de Valles es un municipio y localidad española de la provincia de Guadalajara, en la comunidad autónoma de Castilla-La Mancha. El término municipal cuenta con una población de 61 habitantes (INE 2024).

## Geografía
El municipio tiene una superficie de 27,46 km². La localidad se encuentra situada a una altitud de 853 m sobre el nivel del mar.
| Noroeste: Retiendas               | Norte: Valdesotos | Noreste: Retiendas        |
| Oeste: Tortuero                   |                   | Este: La Mierla           |
| Suroeste: Valdepeñas de la Sierra | Sur:Matarrubia    | Sureste: Puebla de Beleña |

## Historia
Hacia 1849 su población ascendía a 212 habitantes.  Retiendas aparece descrita en el decimotercer volumen del Diccionario geográfico-estadístico-histórico de España y sus posesiones de Ultramar de Pascual Madoz de la siguiente manera:

PUEBLA DE VALLES vulgo PUEBLA DE UCEDA: v. con ayunt. en la prov. de Guadalajara (6 leg.), part. jud. de Tamajon (2), aud. terr. de Madrid (12), c. g. de Castilla la Nueva, dióc. de Toledo (24). sit. en un profundo valle con escasa ventilacion y clima propenso á fiebres inflamatorias y tifoideas. Tiene 80 casas; la consistorial, cárcel, escuela de instruccion primaria, frecuentada por 60 alumnos de ambos sexos, dotada de los fondos de una pia memoria; hay 3 fuentes de regulares aguas; una igl. parr. (San Miguel Arcangel), matriz de la de Tortuero. térm. confina con los de Retiendas, Valdesotos, la Mierla, Matarrubia y Valdepeñas; dentro de él se encuentran una ermita (la Soledad), y una fuente de buen agua. El terreno en su mayor parte es quebrado, y de mediana calidad, á escepcion de una vega muy feraz, regada por el Jarama; hay un monte bajo con algunos robles, y por todo el térm. se hallan árboles de esta clase y algunas nogueras. caminos: los que se dirigen á los pueblos limítrofes, todos de herradura y en mal estado, por la escabrosidad del terreno. correo: se recibe y despacha en Cogolludo. prod.: trigo, cebada, centeno, garbanzos, vino, aceite, nueces, yerbas de pasto, con las que se mantiene ganado lanar, cabrío, vacuno y de cerca; hay caza de liebres, conejos, perdices y algun jabalí; pesca de truchas y barbos. ind.: la agrícola, 3 molinos harineros y 2 aceiteros. pobl.: 77 vec., 269 alm. cap. imp.: 95,200 rs. contr.: 5,110.
(Madoz, 1849, p. 250)

## Demografía
Puebla de Valles cuenta con una población de 61 habitantes (INE 2024).
| Gráfica de evolución demográfica de Puebla de Valles entre 1842 y 2021                                              |
| |
| Población de derecho según los censos de población del INE Población de hecho según los censos de población del INE |

## Patrimonio

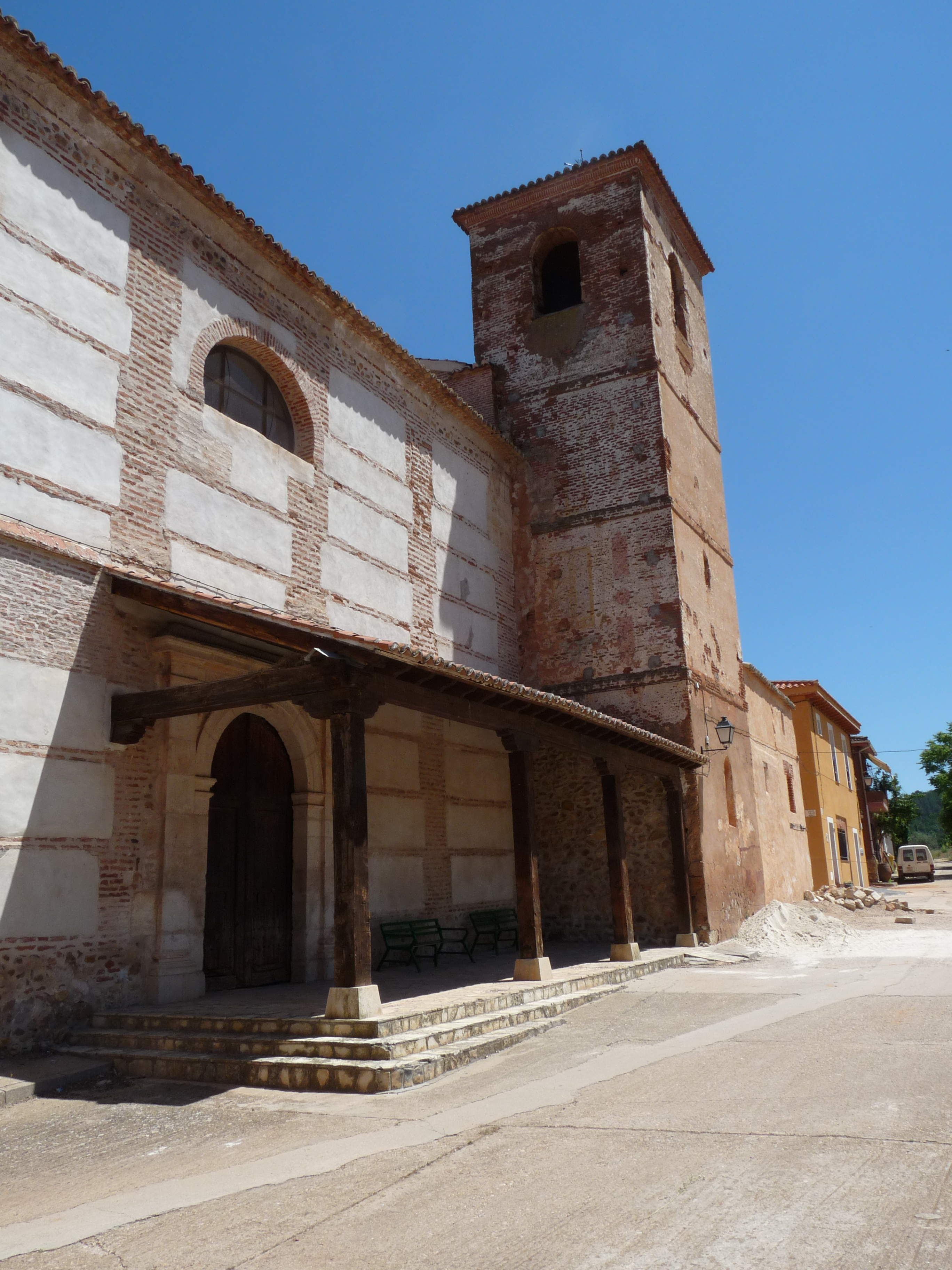
Lateral de la iglesia de San Miguel

Entre su patrimonio se encuentra la iglesia de San Miguel.